# 미즈키 시게루 로드

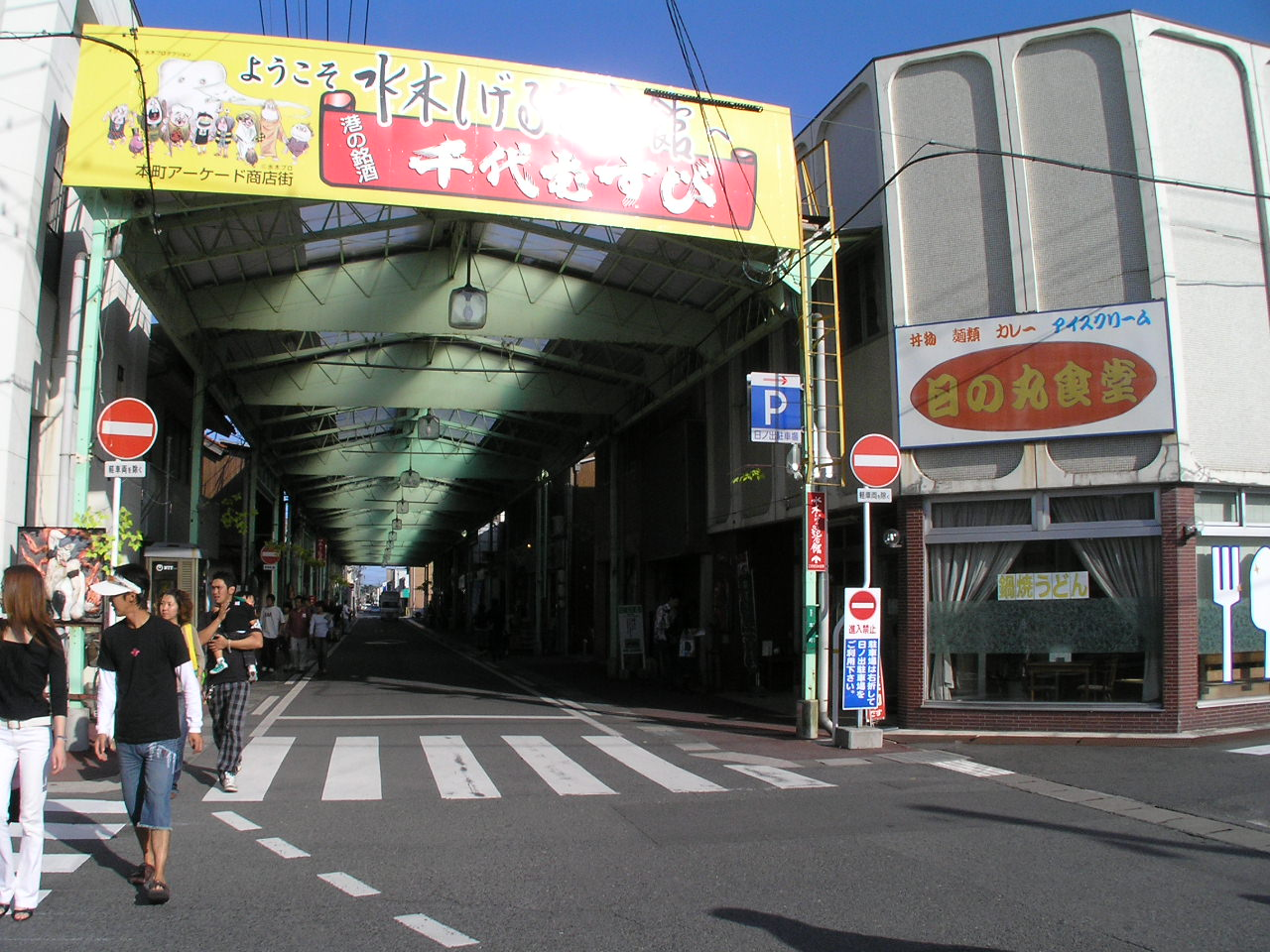
미즈키 시게루 로드의 입구

미즈키 시게루 로드(水木しげるロード 미즈키시게루로도[*])는 일본 돗토리현 사카이미나토시에 있는 상점가이다. 만화가 미즈키 시게루가 그리는 요괴 세계관을 테마로 한 관광 명소로 일본에서는 관광지로 널리 알려져 있다.
사카이미나토역에서 아케이드까지의 전체 길이 약 800미터 사이에 미즈키 시게루의 대표작 《게게게의 기타로》의 캐릭터를 중심으로 일본 각지의 요괴들을 모티브로 한 동상 등 다수 기념물이 설치되어 있으며, 상점가는 같은 주제와 이미지 컨셉으로 각자의 판매 및 서비스를 전개하는 각종 점포와 시설의 집합체로 성장하고 있다.

## 역사
사카이미나토시는 일본에서 어업으로 잘 알려진 지역으로, 이에 따라 상점가도 발전해 갔다. 그러나 1970년대에 도래한 모터리제이션으로 인한 변화와 1974년 이후 대규모 소매점 진출 (대형소매점포법) 등에 밀려 쇠퇴하고 빈 점포의 증가(셔터 거리)하는 등 상업의 공동화가 일어나고 있었다.
사카이미나토시는 1989년에 각계 인사의 추천을 받아 녹색과 문화 마을 만들기의 일환으로 상점가에 사카이미나토시 출신의 만화가 미즈키 시게루의 대표작인 《게게게의 키타로》, 《악마군》, 《갓파의 미하라》에 등장하는 요괴를 모티브로 한 동상을 설치하는 미즈키 시게루 로드 정비를 결정한다. 당초 목적은 지역 상점가로의 회귀였다. 기념물 제작에 관련된 미즈키 시게루의 대한 저작권 사용료에 대해서는 무료로 하라는 협력도 받았다.
이렇게 하여 미즈키 시게루로드는 1993년 7월 18일, 동상 23개로 오픈했다. 처음에는 동상의 일부가 도난되는 등 사건이 발생했지만, 이러한 사태가 전국적으로 보도되는 계기가 되어 타 지역에서 지명도가 높아져 갔다. 그런 다음 천천히 동상의 갯수를 증가시켜 1997년에는 목표였던 80개를 완성했다. 2005년에는 16개의 동상을 기증을 받았다. 그 후에도 2006년에 120개, 2010년에는 139개에 달했으며 2012년에는 스폰서 공모에 의한 11개의 미즈키 시게루 기념관에 3개가 신설되어 총 153개 되었으며 2018년에는 로드를 전체 리뉴얼하고 동상은 177개가 되었다.
동상이 설치된 1993년에는 2만 1000명이었던 관광객도 1994년에는 10배의 되어 28만 1000명으로 늘었으며, 1997년에는 38만 344명으로 올라갔다. 2003년에는 미즈키 시게루 기념관의 개관되고 2005년에 공개된 영화 《요괴대전쟁》의 흥행 등으로 관광객은 더욱 늘었다. 2007년에는 《게게게의 키타로》의 텔레비전 애니메이션의 제5기가 새롭게 시작되고 《게게게의 키타로》의 실사 영화가 공개된 영향도 있어, 같은 해 8월에 그때까지 목표로 하고 있던 연간 관광객 100만명을 돌파하였다. 마지막으로 147만명이 방문해 돗토리 사구를 넘는 일대 관광지가 되었다. 이어 2008년에는 172만명이 방문했다.
2010년에는 NHK의 드라마인 《게게게의 뇨보》가 방송되어 인기를 끌었다. 그러면서 미즈키 시게루 로드를 방문하는 관광객도 증가하여, 8월 15일에 관광객은 177만명을 돌파하였으며, 8월 23일에는 200만명이 넘었다. 11월 중순에는 영화판 《게게게의 뇨보》가 공개되기 때문에  사카이미나토시 관광 협회는 250만명을 연간 목표로 하였지만 9월 22일 시점에서 이미 달성하여 목표를 300만명으로 했다. 그러나 이것도 10월 31일에 달성하고 12월 5일에는 350만명을 돌파하였다. 연간 관광객은 결국 370만명을 달성했다. 이는 전년까지의 최고 기록이었던 2008년의 두 배 이상의 수치이다. 이러한 공적이 평가되어 이듬해 2011년 1월에 제8회 간사이 건강 문화권상 특별상을, 같은 해 10월에는 제3회 관광청 장관 표창을 수상하였다.